# Cathy Podewell
Catherine Ann Podewell, más conocida como Cathy Podewell (Evanston, Illinois; 26 de enero de 1964), es una actriz estadounidense.

## Carrera
En la secundaria fue miembro de la banda y animadora. Comenzó su carrera de actriz en series de televisión. En 1988 protagonizó la película de horror Night of the Demons. Ese mismo año se integró al elenco de la serie de televisión Dallas, donde interpretó el papel de Cally Harper Ewing entre 1988 y 1991. También participó en series de televisión como Growing Pains, Murder, She Wrote y Beverly Hills, 90210, entre otras.

## Vida personal
En 1989 se casó con Steven Glueck, con quien tiene tres hijos.

## Filmografía

### Películas
- Earth Angel (1991) .... Angela
- Beverly Hills Brats (1989) .... Tiffany
- Night of the Demons (1988) .... Judy Cassidy

### Series de televisión
- Walker, Texas Ranger .... Audrey 'Candy Delight' Forrester (1 episodio: Blue Movies, 1995)
- Beverly Hills, 90210 .... Ginger O'Hara / Marla Crawford (1 episodio: She Came in Through the Bathroom Window, 1993)
- Murder, She Wrote .... Beth Dawson (1 episodio: Unauthorized Obituary, 1991)
- Dallas .... Cally Harper Ewing (46 episodios, 1988-1991)
- Paradise .... Laura (1 episodio: The Women, 1991)
- Growing Pains .... Lydia Shayne (2 episodios, 1988)
- Valerie .... Courtney (1 episodio: The King and I, 1988)